# Patrice (musicista)
Patrice, pseudonimo di Patrice Babatunde Bart-Williams (Kerpen-Brueggen, 9 luglio 1979), è un musicista tedesco, cresciuto da padre sierraleonese e madre tedesca.

## Biografia
Patrice è nato lo stesso giorno in cui è deceduto il nonno paterno, suggerendo a suo padre il suo secondo nome "Babatunde" (che significa "il padre è tornato"). Il nome, invece, è ispirato a Patrice Lumumba.
Il padre di Patrice, Gaston Bart-Williams, un creolo della Sierra Leone, è stato il primo regista del paese. Ha incoraggiato Patrice a incontrare e interagire con diversi musicisti di passaggio per la Germania, suscitando in lui un precoce interesse per diversi generi. Gaston è morto in un incidente in barca quando Patrice aveva solo 11 anni.
Patrice Bart-Williams ha trascorso l'infanzia ascoltando le canzoni dei generi musicali favoriti dai genitori, in particolare blues, musica africana, folk e jazz, per seguire poi la propria ispirazione con artisti quali Fela Kuti, Bob Marley, Champion Jack Dupree, Max Romeo, Buju Banton, favorendo i generi dancehall e hip hop, ma prendendo a modello anche band di altri generi, come Guns N' Roses e Metallica. Ha iniziato a suonare la chitarra all'età di 12 anni e, nello stesso periodo, ha cominciato a scrivere le prime canzoni.
Con la chitarra acustica ha iniziato a sperimentare i primi elementi di hip hop e reggae, facendo parte di diverse formazioni musicali, fino all'età di 18 anni. Con lo pseudonimo di Babatunde, ha partecipato alla Bantu Crew, un collettivo di artisti che mescolano i generi rap e reggae africani, insieme al cantante reggae Don Abi, Ade (ex Weep Not Child) e alla cantante Amaechina.
Nel 1999, all'età di 18 anni, ha pubblicato il suo primo EP dal titolo Lions, che ha ottenuto notevole successo in Germania e Francia. A seguito di ciò ha iniziato a seguire in tournée, come gruppo di supporto, la cantautrice Lauryn Hill in tutta Europa.
Nelle proprie composizioni, sia a livello musicale che di testi, Patrice ha sempre dedicato una particolare attenzione al mix di culture e sonorità, come spiega anche nelle numerose interviste in cui parla di questo tema. Allo stesso modo le valorizza nelle scelte per i propri video musicali: spesso, infatti, si vedono mescolare assieme danze africane o strumenti tradizionali con balli hip hop e musica elettronica. Come autore ha una predilezione per le canzoni malinconiche.
Nel 2005 è nato il primo figlio, Nile, a cui ha dedicato il titolo del suo quarto album, avuto con la cantautrice soul tedesca Ayo. Nel 2010 ha poi avuto una figlia, Billie-Eve. La coppia, in seguito, si è separata.
Nel dicembre 2008 ha vinto il premio come "Best Live Act" al 1LIVE Krone della stazione radiofonica tedesca 1LIVE.
Patrice ha vissuto a New York, in Sierra Leone, in Giamaica, a Berlino, Amburgo, Parigi e Kerpen-Brueggen, la piccola città natale vicino a Colonia. Più frequentemente viaggia fra Colonia, Parigi e New York. Per gli spostamenti tra le città europee, quando è possibile, preferisce viaggiare in treno a causa della paura di volare. È solito avvalersi di un assistente per portare sempre con sé un grande zaino, contenente vari laptop, dischi rigidi, scheda audio e i microfoni necessari per effettuare delle registrazioni spontanee ovunque si trovi.
Parla fluentemente inglese e francese, oltre alla sua lingua madre, il tedesco.

## Carriera
Patrice ha iniziato a suonare la chitarra e scrivere canzoni nella prima adolescenza, dopo la perdita del padre. Ha frequentato il Schule Schloss Salem, un collegio con campus a Salem ed a Überlingen nel Baden-Württemberg, nella Germania meridionale, considerata una delle scuole più elitarie d'Europa.
Influenzato pesantemente dal reggae, dalla cultura dello skateboarding e dalla musica punk, Patrice ha iniziato a mescolare generi e stili.
Ha formato una band afro-beat/reggae chiamata Bantu, grazie alla quale ha incontrato il produttore Matthias Arfmann, che successivamente ha prodotto l'EP di debutto di Patrice, Lions, pubblicato nel 1999. 
Nello stesso anno, Patrice ha supportato Lauryn Hill nella tappa europea del suo tour per l'album The Miseducation.

## Album e tournée
L'EP Lions ha iniziato ad attirare l'attenzione delle major che erano interessate al suo suono reggae, soul e folk. Nel 2000, la Sony ha pubblicato il primo album completo di Patrice, Ancient Spirits.
Due anni dopo, è stato pubblicato l'album sentimentale How Do You Call It, contenente il singolo "Sunshine", mentre Patrice aveva già iniziato a produrre autonomamente la propria musica.
Patrice ha cominciato a collaborare con il collettivo reggae tedesco Silly Walks nel 2003 e ha pubblicato il progetto Silly Walks Meets Patrice. Questa produzione costante di album non identificabili in una sola categoria o genere è diventata emblematica dello stile musicale di Patrice e gli ha permesso di attirare una vasta gamma di fan, iniziando quindi a essere invitato in diversi festival musicali europei.
Patrice ha cominciato fin da subito a ricercare la propria indipendenza dalle major e, di conseguenza, si è assunto quasi tutte le responsabilità di produzione dei propri album. Ha sempre cercato di essere riconosciuto come un artista indipendente, senza compromessi.
Ha infine fondato la sua etichetta indipendente, Supow Music, in Germania.
Nel 2005 Patrice ha pubblicato il suo terzo album in studio, Nile, che è rapidamente salito nelle prime 5 posizioni delle classifiche in Europa, ed è stato seguito da un tour di un anno che è stato presentato nel 2006 all'interno del DVD Raw & Uncut, girato in una delle più grandi sale da concerto di Parigi, lo Zénith.
Nel 2008 l'LP Free Patri-Ation è stato pubblicato dalla Universal: i singoli "Clouds" e "Another One" sono saliti rapidamente in cima alle classifiche.
Nel 2010 Patrice ha pubblicato il proprio LP One. Il titolo dell'album è ispirato a una filosofia personale del musicista.
Nel 2013 esce The Rising of the Son, prodotto principalmente da Patrice. La canzone di apertura e il singolo "Alive" contengono una featuring con il cantante giamaicano Busy Signal.
Dopo One e The Rising of the son Patrice ha coniato un nuovo genere per la propria musica, chiamato "Sweggae".
Il quotidiano francese Le Monde ha quindi utilizzato nei propri articoli la parola "sweggae" e, unitamente a Patrice, lo descrive come una musica con sfumature reggae con una visione più modernista, che riflette lo spirito di qualcuno che ha creato la propria cultura sulla base di molte fonti.
Patrice continua a fare regolarmente tournée in Europa, Nord e Sud America e Africa, spesso con la sua band house, The Supowers.
Patrice è rappresentato da Because Music per Francia e Belgio e dalla sua etichetta, Supow Music, per Germania, Austria, Svizzera e il resto del mondo.

## Produttore
Patrice ha prodotto o co-prodotto la maggior parte dei propri album, incluso il celebre The Rising of the Son del 2013. 
Nel 2011 ha prodotto il singolo di successo di Selah Sue, "Ragga Muffin", seguito da una versione americana con J. Cole, insieme a Cee Lo Green di Goody Mob. L'album ha venduto 1 milione di copie. 
In seguito, nel 2012 ha prodotto l'LP acclamato dalla critica di Cody Chesnutt "Landing on A Hundred", che vede il ritorno del cantante statunitense dopo una lunga pausa di 10 anni. Ha dichiarato di aver iniziato a produrre musica principalmente per evitare ai musicisti di "buttare via" le registrazioni che non sembravano loro buone o adatte ad essere pubblicate.
Seguendo le orme di suo padre, Patrice si è dedicato al cinema realizzando le colonne sonore dei documentari Women are Heroes e Inside Out dell'artista di strada JR, vincitore del premio TED. 
Successivamente JR ha realizzato la copertina di One e ha realizzato le scenografie del 2013 e 2014 per le esibizioni e i video di Patrice.

## Progetti
Patrice ha commissionato la serie di eventi culturali mensili Super Sunday, che ha riunito alcuni dei migliori artisti musicali di tutto il mondo e che includeva anche uno spoken word brunch con il poeta Saul Williams, oltre ad un'installazione live art e una cena del famoso chef tedesco Nelson Muller.
Un gruppo di musicisti locali è stato selezionato per formare la house band dell'evento dopo un lungo processo di audizione. 
Come parte dell'attrattiva locale dell'evento, numerosi artisti affermati hanno condiviso il palco con i membri del pubblico durante le jam session. Gli artisti in primo piano includevano il cantautore francese Youssoupha, Guizmo, Cody Chesnutt, il cantante ivoriano Tiken Jah Fakoly, Irma e il cantante giamaicano Protoje.
Patrice afferma che la sua intenzione era quella di iniziare a coltivare un alveare di talento creativo, "riunendo le persone e mettendole in comunicazione". In una serie di interviste, ha affermato che "il mix, o "meticciato", è il futuro. Chi rifiuta questo non ha un pensiero molto moderno." 
Tutti gli artisti presenti erano conoscenti ed amici di Patrice che, secondo lui, avrebbero potuto apprezzare quel nuovo tipo di ideologia.
Patrice è diventato famoso per esibizioni epiche che variano da una vasta gamma di grandi locali fino alle caratteristiche più piccole e intime partecipazioni: ad esempio, si è esibito all'alba al festival di Timbuktu e ad un evento durante il sole di mezzanotte in Norvegia. 
Patrice utilizza comunemente tecniche di marketing diretto attraverso i social media per informare i propri fan circa il luogo delle esibizioni, che spesso variano da Parigi a Berlino, da New York a Londra.
L'estate del 2016 ha visto l'uscita del singolo "Burning Bridges", prodotto dai francesi Picard Brothers, che hanno lavorato con i Major Lazer il loro ultimo singolo, e co-scritto dal cantante MO e da Diplo (disc jockey, produttore discografico e rapper statunitense appartenente ai Major Lazer, che collabora anche con famosi nomi del pop, quali Madonna e Beyoncé). A seguito del singolo, esce l'album Life's Blood.

## Discografia

### Album
- 2000 – Ancient Spirit
- 2002 – How Do You Call It?
- 2003 – Silly Walks Meets Patrice
- 2005 – Nile
- 2006 – Raw & Uncut - Live in Paris
- 2008 – Free-Patri-Ation
- 2010 – One
- 2013 – The Rising of the Son
- 2016 – Life's Blood

### Singoli
- 2000 – Everyday Good
- 2000 – You Always You
- 2002 – Up in My Room
- 2003 – Sunshine
- 2003 – Music
- 2003 – Moonrise
- 2004 – Truly Majestic
- 2005 – Soulstorm
- 2008 – Clouds
- 2008 – Another One

### EP
- 1998 – Lions